# Bajewka (Kaliningrad)
Bajewka (russisch Баевка, deutsch Kuikeim) ist ein Ort in der russischen Oblast Kaliningrad. Er gehört zur kommunalen Selbstverwaltungseinheit Stadtkreis Gurjewsk im Rajon Gurjewsk. Zu Bajewka gehört auch die Ortsstelle Bahnhof Kuggen.

## Geographische Lage
Bajewka liegt 22 Kilometer nordöstlich der Oblasthauptstadt Kaliningrad (Königsberg). Durch den südlichen Ortsteil (Bahnhof Kuggen) verläuft die Regionalstraße 27A-024 (ex A190), und im nördlichen Ortsteil (Kuikeim) endet eine von Nowgorodskoje (Mettkeim) und Uroschainoje (Lethenen) kommende Nebenstraße. Beide Ortsteile werden durch die Kommunalstraße 27K-080 verbunden, die von der 27A-024 nach Sokolowka (Damerau) führt.
Der südliche Ortsteil ist ein Wohnplatz an der Bahnstation der Bahnstrecke Kaliningrad–Sowetsk (Königsberg–Tilsit), heute nur ein Haltepunkt (russisch: Ostanowotschny punkt - O.p.), bis 1945 ein Bahnhof, der den Namen des westlich liegenden Nachbarortes Kuggen (heute russisch: Perwomaiskoje) trug.
Westlich von Bajewka befindet sich ein Flugplatzgelände, das wohl landwirtschaftlichen Zwecken dient, allerdings in einem sehr desolaten baulichen Zustand ist.

## Geschichte
Das bis 1946 Kuikeim genannte Dorf wurde bereits zu Beginn des 15. Jahrhunderts gegründet. Zwischen 1874 und 1945 war Kuikeim in den Amtsbezirk Damerau (heute russisch: Sokolowka) eingegliedert, der zum Landkreis Königsberg (Preußen) (1939 bis 1945 Landkreis Samland) im Regierungsbezirk Königsberg der preußischen Provinz Ostpreußen gehörte.
Im Jahre 1910 waren in Kuikeim 164 Einwohner gemeldet. Bis 1933 stieg ihre Zahl auf 180 und betrug 1939 wieder 164.
Infolge des Zweiten Weltkrieges kam Kuikeim mit dem nördlichen Ostpreußen zur Sowjetunion. Im Jahr 1947 erhielt der Ort die russische Bezeichnung Bajewka und wurde gleichzeitig dem Dorfsowjet Kosmodemjanski selski Sowet im Rajon Gurjewsk zugeordnet. Zeitweise gehörte der Ort auch zum Dobrinski selski Sowet. Von 2008 bis 2013 gehörte Bajewka zur Landgemeinde Dobrinskoje selskoje posselenije und seither zum Stadtkreis Gurjewsk.

## Kirche
Die Bevölkerung Kuikeims war vor 1945 überwiegend evangelischer Konfession. Das Dorf war damals in das Kirchspiel Schönwalde (heute russisch: Jaroslawskoje) eingepfarrt und gehörte zum Kirchenkreis Königsberg-Land II (nördlich des Pregel) innerhalb der Kirchenprovinz Ostpreußen der Kirche der Altpreußischen Union.
Heute liegt Bajewka im Einzugsbereich der in den 1990er Jahren neu gegründeten evangelisch-lutherischen Kirchengemeinde in Marschalskoje (Gallgarben). Sie ist eine Filialgemeinde der Auferstehungskirche in Kaliningrad (Königsberg) innerhalb der Propstei Kaliningrad der Evangelisch-lutherischen Kirche Europäisches Russland.